# Loza (Coaña)
Loza (oficialmente y en asturiano: Lloza) es un lugar perteneciente a la parroquia de Cartavio, en el concejo de Coaña, comarca de Eo-Navia, Principado de Asturias, España.